# Hexatoma pernigrina
Hexatoma pernigrina är en tvåvingeart som beskrevs av Alexander 1938. Hexatoma pernigrina ingår i släktet Hexatoma och familjen småharkrankar.
Artens utbredningsområde är Nordkorea. Inga underarter finns listade i Catalogue of Life.